# Planalto Apalache

Zonas dos Apalaches segundo o United States Geological Survey

O Planalto Apalache é a porção oeste dos Apalaches e estende-se desde Nova Iorque ao Alabama, sendo considerado uma região fisiográfica dos Estados Unidos de segundo nível.
É uma região formada por camadas de rochas sedimentares quase horizontais da era Paleozoica. O embasamento rochoso foi dissecado resultando em um terreno acidentado de elevação modesta na maioria dos locais.

## Vegetação
O planalto é coberto majoritariamente por florestas mesofísicas mistas, que fazem a transição para florestas de madeira dura no norte da Pensilvânia e Nova Iorque, florestas de madeira dura juntamente com abeto vermelho se estendem ao sul dessas regiões e também nas elevações mais altas ao longo da borda leste do planalto na região na Virgínia Ocidental, onde as elevações alcançam cerca de 1.460 metros de altitude. 